# Книга на пророк Малахия
„Книга на пророк Малахия“ е библейска книга, една от пророческите книги на християнския Стар завет.
Книгата е последната от поредицата книги на малките пророци. В католическия канон тя е и последната книга на Стария завет, докато в православния канон след нея е поставена „Първа книга Макавейска“.
Традиционно се приема, че книгата е съставена от пророк Малахия през V век пр. Хр., вероятно по времето на пророк Неемия или малко след това.